# Монселиче
Монселиче (итал. Monselice) — коммуна в Италии, располагается в провинции Падуя области Венеция.
Население составляет 17 595 человек (на 2004 г.), плотность населения составляет 330 чел./км². Занимает площадь 50 км². Почтовый индекс — 35043. Телефонный код — 0429.
Покровителем коммуны почитается святой Савин, праздник ежегодно празднуется 2 ноября.

## Известные уроженцы и жители
- Ренато Занардо (1915—1977) — итальянский танкист, участник Гражданской войны в Испании. Кавалер высшей награды Италии за подвиг на поле боя — золотой медали «За воинскую доблесть» (1938).